# Habakuk (knjiga)
Habakuk je jedna od knjiga Biblije, dio Staroga zavjeta. Pripada u proročke knjige i to u skupinu 12 malih proroka (12 kraćih proročkih knjiga u Starome zavjetu). Biblijska kratica knjige je Hab.
Prorok Habakuk smatra se piscem knjige, pisane sredinom ili krajem 7. stoljeća pr. Kr., nedugo prije nego što su Kaldejci (Babilonci novobabilonskog kraljevstva ) osvojili Jeruzalem. O Habakuku se zna najmanje od svih pisaca Biblije. On, Zaharija i Habak su jedini biblijski proroci, koji su za sebe i napisali, da su proroci. Njegovo ime (po mišljenju sv. Jeronima) dolazi od hebrejske riječi חבק ("khavak") i znači "zagrljaj" ili od akadske riječi "hambakuku" što je vrsta biljke. Ime mu se spominje samo u ovoj knjizi i nigdje drugdje u Bibliji. Neki učenjaci smatraju, da je bio levit u hramskoj službi, zbog psalma na kraju knjige. Spominje se u nekoliko starih knjiga, koje nisu biblijske.
Knjiga se sastoji od tri poglavlja, 8. je po redu od 12. malih proročkih knjiga. Ima tri glavne teme: razgovor između Boga i Habakuka, prorokovanje budućih nesreća i psalam.
Na početku, prorok vrlo odvažno, kao nijedan drugi prorok postavlja Bogu pitanja o nepravdi i zašto tu Bog nešto ne poduzima: "Dokle ću, Jahve, zapomagati, a da ti ne čuješ? Vikati k tebi "Nasilje!" a da ti ne spasiš? (Hab 1,2)". On žali nad stanjem svoga naroda i stalo mu je, da se popravi stanje na bolje. Bog se prvi puta javlja proroku i poručuje, da će poslati Kaldejce, divlji i naprasit narod da napadnu njegov narod, jer je narod bio grešan. Prorok je neugodno iznenađen, pogotovo što su Kaldejci nemoralniji od njegova naroda i dalje upozorava na nepravde: "Prečiste su tvoje oči da bi zloću gledale. Ti ne možeš motriti tlačenja. Zašto gledaš vjerolomce, šutiš kad zlikovac ništi pravednijeg od sebe? (Hab 1,13-14)".
Prorok čeka odgovor, a Bog drugi puta progovori i reče mu da zapiše viđenje: "...Gle: propada onaj čija duša nije pravedna, a pravednik živi od svoje vjere (Hab 2,4)". Glavna misao u ovoj proročkoj knjizi: "pravednik živi od svoje vjere" (pravednik će biti spašen ako vjeruje u Boga), važna ja kršćanska misao. Citirana je u Poslanici Rimljanima (Rim 1,17), Poslanici Galaćanima (Gal 3,11) i Poslanici Hebrejima (Heb 10,38) i koristila se u raspravama o vjeri. Bog poručuje, da će i Kaldejci doživjeti veliku kaznu, ali puno težu jer su činili još gora djela.
U trećem poglavlju, prorok Habakuk pjeva psalam Bogu. Prisjeća se Božje slave i moći u izbavljanju izraelskog naroda. Premda mu nije sve jasno, vjeruje Bogu: "Ali ja ću se radovati u Jahvi i kliktat ću u Bogu, svojem Spasitelju (Hab 3,18)".
U Djelima apostolskim (Dj 13,41), Pavao je propovijedao u antiohijskoj sinagogi. Na kraju te propovijedi naveo je citat iz ove proročke knjige (Hab 1,5).